# Người Veps
Người Veps là một dân tộc Finnic nói tiếng Veps, thuộc nhánh Finnic trong những ngôn ngữ Ural. Các kiểu gọi nhóm dân tộc này trong tiếng địa phương khác nhau là vepslaine, bepslaane, (tiếng địa phương phía bắc, phía tây nam của hồ Onega) lüdinik và lüdilaine. Theo điều tra dân số năm 2002, đã có 8.240 người Veps ở Nga. Trong số 281 người Veps ở Ukraine, 11 người nói tiếng Veps. (điều tra dân số Ukraina năm 2001). Các nhà nghiên cứu nổi bật nhất ở Phần Lan là Eugene Holman. Người Tây Veps đã giữ ngôn ngữ và văn hóa của họ. Ngày nay hầu như tất cả người Veps nói trôi chảy tiếng Nga. Thế hệ trẻ nói chung không nói được tiếng Veps.
Ngày nay họ sống trong khu vực giữa hồ Ladoga, Onega, và Hồ Beloye - tại Cộng hòa Karelia của Nga trong Volost dân tộc Veps cũ, tại tỉnh Leningrad dọc theo sông Oyat trong huyện Podporozhsky và huyện Lodeynopolsky và hơn nữa phía nam trong huyện Tikhvinsky, ở các huyện Vytegorsky, Babaevsky và Boksitogorsky.